# Wassermühle Niederdielfen

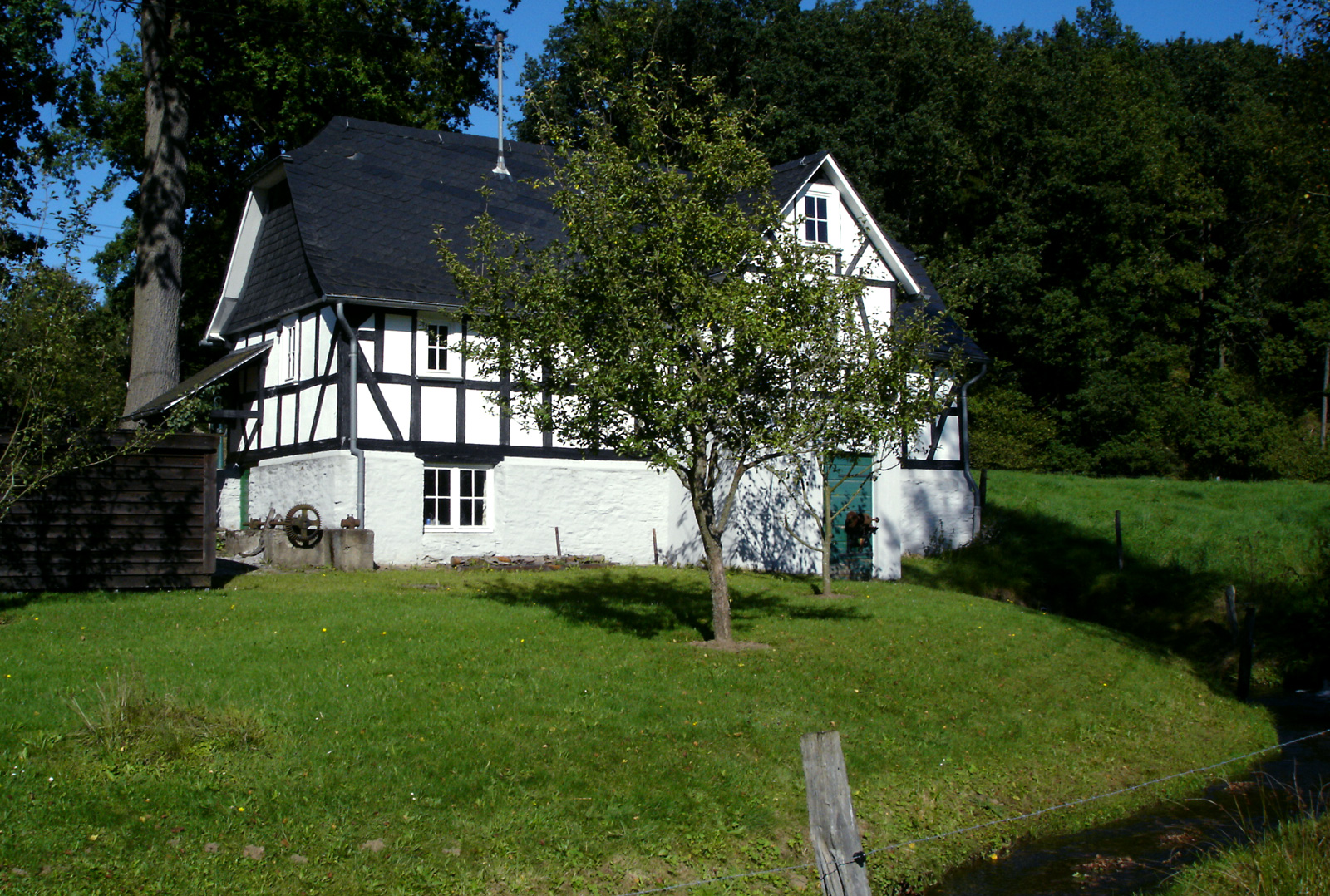
Wassermühle Niederdielfen

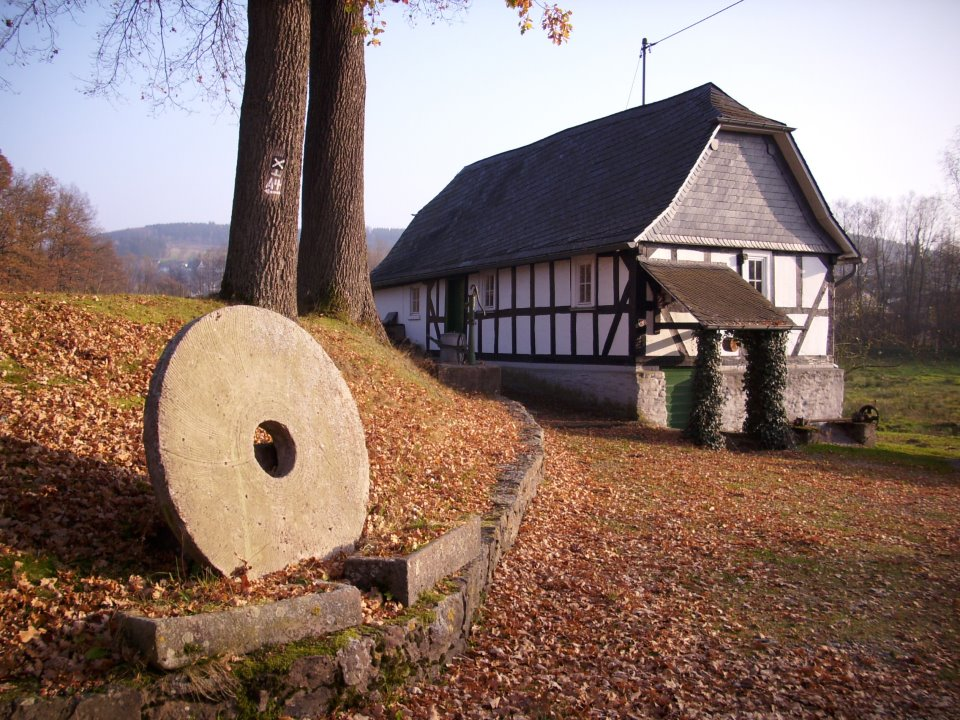
Vorderansicht

Die Wassermühle Niederdielfen ist eine restaurierte und funktionstüchtige Wassermühle im Wilnsdorfer Ortsteil Niederdielfen im Kreis Siegen-Wittgenstein.
Ursprünglich lag die Mühle nahe der Einmündung des Filsbachtälchens weiter weg vom Dorf. Sie lag an der Grenze zu Flammersbach hin, da die Mühle eine Bannmühle war. Durch Besonderheiten in den Zimmermannskonstruktionen ist die Mühle auf die erste Hälfte des 18. Jahrhunderts datiert, mündliche Überlieferungen gehen auf das Jahr 1729 zurück. Zu Beginn des 20. Jahrhunderts ist das Gebäude nach Osten hin verlängert worden. Aus dem Jahr 1910 stammt kein Konzessionsgesuch zur Betreibung einer Turbine, was darauf schließen lässt, dass das Wasserrad in diesem Jahr defekt gewesen sein muss. Die Turbine lieferte eine Leistung von 12 PS, wenn die Wassermenge von 300 l pro Sekunde rund vier Meter in die Tiefe fiel und das Rad antrieb. Die Turbine ist heute nicht mehr in Betrieb, ein Elektromotor hat sie als Antriebskraft ersetzt. Bis 1962 war die Wassermühle in Betrieb.
Die Mühle wurde in den Jahren 1992/93 funktionstüchtig restauriert. Sie kann bei Gelegenheit mehrere Male im Jahr in Betrieb besichtigt werden. Das Mahlwerk der Mühle einschließlich der zum Teil geschmiedeten, zum Teil aus Gusseisen hergestellten Mechanik, ist vollständig erhalten.
Der Mühlenteich wird durch einen Obergraben gespeist, der ca. 400 m lang ist und von Flammersbach her verläuft. Dort zweigt ein Stauwehr in der Weiß das Wasser ab und leitet es zum Teich. Zudem hatte die Mühle in früherer Zeit ein Nutzungsrecht am Wasser der Dielfe.